# Карташово (Таскалинский район)
Карташово — упразднённое село в Таскалинском районе Западно-Казахстанской области Казахстана. Входило в состав Мерекенского сельского округа. Входило в состав Казахстанского сельского округа. Ликвидировано в 2011 г.

## Население
В 1999 году население села составляло 67 человек (32 мужчины и 35 женщин). По данным переписи 2009 года, в селе проживало 18 человек (11 мужчин и 7 женщин).